# ギャップ・バンド
ギャップ・バンド (en:The Gap Band)は、アメリカ合衆国オクラホマ州タルサ出身のファンク・バンドである。

## 解説
バンド名のGAPの由来は、出身地タルサの三つの街路名からつけられ、グループは「バーン・ラバー（Burn Rubber On Me (Why You Wanna Hurt Me)）」「アウトスタンディング（Outstanding）」「ハートに直撃（You Dropped a Bomb ON Me）」などのソウル・ヒットを放った。